# Miguel Maura
Miguel Maura Gamazo (Madrid, 13 de diciembre de 1887-Zaragoza, 3 de junio de 1971) fue un político español, ministro de la Gobernación durante la Segunda República, hijo del político conservador Antonio Maura.

## Biografía
Nació el 13 de diciembre de 1887 en Madrid, hijo del matrimonio formado por el político Antonio Maura y Constancia Gamazo, esta a su vez hermana de Germán Gamazo, también político de la Restauración.

### Entrada en la política
Entró de lleno en la política en el año 1913 siguiendo los pasos políticos que entonces lideraba su padre, bajo lo que era conocido como el maurismo, por el que fue elegido diputado en 1916. También en 1916 fue elegido concejal del Ayuntamiento de Madrid. Como su padre, Miguel Maura era monárquico y conservador, pero tras la dictadura de Primo de Rivera evolucionó desde esas posiciones monárquicas hacia un republicanismo moderado y conservador, tras verificar durante los dos últimos años del régimen dictatorial el desapego que los diferentes círculos políticos tenían sobre el propio régimen y la monarquía de Alfonso XIII.
De hecho, en su obra Así cayó Alfonso XIII (1962) relata su cambio ideológico y su participación en el movimiento republicano, e incluso una conversación entre él y algunos de sus hermanos –que apoyaban la opción monárquica, Honorio Maura era amigo personal del monarca y Gabriel Maura, el duque de Maura, fue nombrado ministro de Trabajo en el último gobierno de la monarquía alfonsina —en la que, a pesar de sus diferencias políticas, afirmaban que, de seguir vivo su padre (que murió en 1925), hubiera apoyado y seguido la opción que defendía su hijo Miguel, pues también se sintió desengañado del monarca por su apoyo al dictador militar—.
Con todo, el hecho de que su hermano Gabriel pasara a formar parte del último gobierno de Alfonso XIII y la percepción frívola y poco substancial que de Miguel Maura se tenía en ese momento —recuérdese que el grueso de los seguidores mauristas vieron favorablemente la dictadura de Primo de Rivera, y entre ellos se encontraban José Calvo Sotelo, ministro de Hacienda del Directorio Civil de Primo de Rivera y líder del monarquismo reaccionario, y José María Gil-Robles, futuro líder de la CEDA— relativiza bastante esa versión de los hechos.
Sería elegido concejal del Ayuntamiento de Madrid por la conjunción republicano-socialista en las elecciones de 1931.

### El Gobierno Provisional

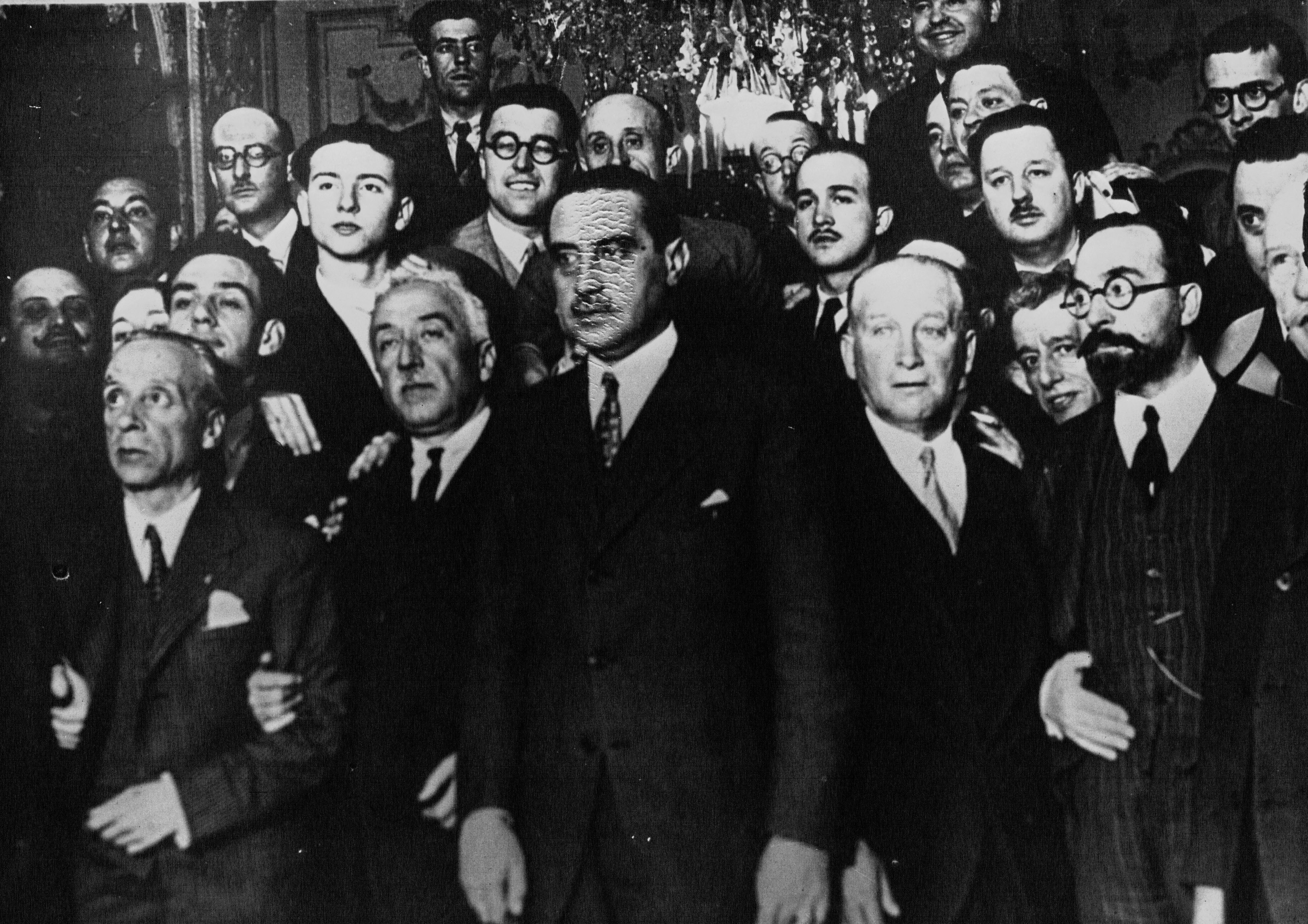
Maura junto a otros miembros del gobierno provisional de la Segunda República; de izquierda a derecha: Álvaro Albornoz, Niceto Alcalá-Zamora, el propio Maura, Francisco Largo Caballero, Fernando de los Ríos y Alejandro Lerroux.

Perteneció, junto al exlíder liberal Niceto Alcalá-Zamora, a la Derecha Liberal Republicana, uno de los partidos republicanos firmantes del Pacto de San Sebastián, aunque por posteriores desavenencias con el propio Alcalá-Zamora formaría su propio partido político, al que denominaría Partido Republicano Conservador. Fue uno de los más distinguidos políticos de los inicios de la Segunda República Española, siendo el ministro de la Gobernación durante el Gobierno Provisional (abril-octubre de 1931), produciéndose durante su mandato los episodios de la quema de conventos, los destierros del cardenal primado Pedro Segura y del obispo de Vitoria, Mateo Múgica, diversas huelgas revolucionarias de los anarcosindicalistas (como la huelga de la Compañía Telefónica) y el desarrollo de las elecciones a Cortes Constituyentes, que muchos historiadores atribuyen como las primeras elecciones verdaderamente democráticas de España.

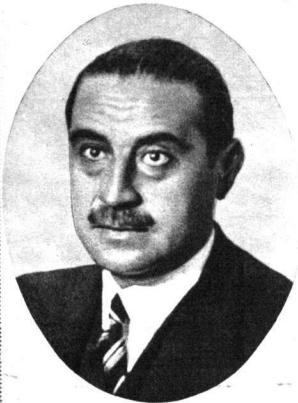
Fotografía de Miguel Maura publicada en 1931

No obstante, debido al agotamiento físico personal que conllevaba el difícil cargo, aprovechó la aprobación del polémico artículo 26 de la Constitución republicana, de fuerte carácter laicista, para dimitir de su cargo, al mismo tiempo que el presidente Alcalá-Zamora (ambos políticos eran los únicos miembros del Gobierno Provisional que se declaraban como católicos practicantes y veían en la aprobación del artículo 26 una violación de lo acordado previamente en el Pacto de San Sebastián). Así pues, al formarse en octubre de 1931 el nuevo gobierno, presidido por Manuel Azaña, Maura ya no figuró en él, a pesar de que los ministros y el propio Azaña le pidieron que se mantuviese en el cargo.

### Participación en la vida política republicana
Desde entonces, trató de articular con su Partido Republicano Conservador una opción política que compaginase las ideas propias de las clases sociales conservadoras con el sentimiento republicano y demócrata, pero en las elecciones de noviembre de 1933 sólo pudo contar con 17 diputados, ante la irrupción de la CEDA, de fuerte carácter católico, corporativista y accidentalista en las formas de gobierno (oficialmente les era indiferente la forma de gobierno, puesto que lo que les importaba era su contenido) en el panorama político español.
Durante el bienio radical-cedista trató de influir en las Cortes salidas en 1933 para reducir el clima de crispación política existente en el Parlamento, cosa que estuvo a punto de ocurrir cuando en noviembre de 1935 su exsocio político, Niceto Alcalá-Zamora (entonces presidente de la República) le encargó formar gobierno, pero no pudo contar con el apoyo mayoritario de esas Cortes, de inclinación conservadora, por su propuesta de conceder una amnistía general para los detenidos en la represión de la Revolución de 1934.

### La "Dictadura Nacional Republicana"
En el mes de junio de 1936 alcanzaron fuerte eco sus artículos periodísticos publicados en El Sol, donde manifestaba su propuesta de instauración de una Dictadura Nacional Republicana, que sería una especie de gobierno transitorio y provisional para salir de la caótica situación político-social reinante desde la llegada al poder del Frente Popular, enfrentarse a los extremismos derechista e izquierdista, y salvar la República de sus enemigos mediante la intervención de una política pragmática llevada a cabo por los principales líderes que defendiesen, desde el socialismo reformista hasta la derecha demócrata, una legalidad verdaderamente republicana y democrática.
Por ello, cuando se inició el golpe de Estado de julio de 1936 —que le pilló de veraneo con su familia en La Granja—, Manuel Azaña, recientemente nombrado presidente de la República, le ofreció la presidencia de un Gobierno "de unión nacional" para enfrentarse con la sublevación, oferta que Maura solo aceptaría si tenía las manos libres para llevar a cabo esa Dictadura Nacional Republicana. Sin embargo, a pesar de que su propuesta era aprobada por políticos de tan dispares ideologías —entre ellos estaban los republicanos de Izquierda Republicana (el propio Azaña, José Giral, Agustín Viñuales y Amós Salvador), de Unión Republicana (el entonces presidente de las Cortes, Diego Martínez Barrio), del Partido Nacional Republicano (un partido republicano de corte centrista, liderado por Felipe Sánchez-Román) y del sector moderado del PSOE (Indalecio Prieto y Julián Besteiro), y se sospecha que también hubiera aceptado el sector moderado de la CEDA (liderado por Manuel Giménez Fernández y Luis Lucia Lucia)—, la tenaz oposición del líder del socialismo revolucionario y de la Unión General de Trabajadores, Francisco Largo Caballero, amenazando con llevar una huelga general revolucionaria por toda España si se llevaba a la práctica la propuesta de Miguel Maura, condujo al inmediato fracaso de la propuesta maurista. Así pues, Azaña tuvo que repetir el encargo de formar gobierno con Martínez Barrio, quien aceptó pero cuyo gobierno duró unas pocas horas ante la negativa del general Mola, cerebro del golpe militar, a rendirse y a las multitudinarias manifestaciones sindicales, lideradas por Largo Caballero, para evitar una posible negociación con los golpistas para acabar con la crisis.
Poco después, ante el consejo de sus vecinos, abandona La Granja y vuelve a Madrid, pero ante el conocimiento de que supuestamente las milicias anarquistas le buscaban para asesinarle, pidió ayuda a Indalecio Prieto, entonces ministro de Marina y Aire, quien le procuró un avión militar con el que se trasladó a Toulouse (Francia) con su mujer y sus cinco hijos.

### Exilio, regreso y muerte
Desde entonces, colaboró en el exilio para hacer regresar la democracia en España: primero, con su apoyo a los Trece Puntos que enunciaba Juan Negrín para terminar la Guerra Civil, y posteriormente con su ayuda en la tarea de reorganizar la oposición republicana en el exilio francés. No obstante, la invasión alemana de Francia en 1940 y las evasivas de los aliados a liberar España de la dictadura franquista impidieron que su labor, junto con la de otros exiliados republicanos, diesen sus frutos. Así pues, con este panorama, Miguel Maura decidió regresar a España en 1953, donde se instaló en Barcelona —se le "aconsejó" no residir en Madrid— con su mujer, su hija y su yerno, que trabajaba en la capital catalana. 
Durante los años sesenta decidió escribir su obra Así cayó Alfonso XIII (1962) para que sirviese de modelo para que la sucesión del general Franco condujese a una transición pacífica hacia el establecimiento de un verdadero régimen democrático en España. Murió en Zaragoza durante el mes de junio de 1971.

## Obra
- Maura Gamazo, Miguel (2007). Así cayó Alfonso XIII: De una dictadura a otra. Marcial Pons. ISBN 978-84-96467-44-6.